# اگوی د درو
اِگوی د درو (فرانسوی: Aiguille du Dru‎) کوهی است در توده‌کوه مون‌بلان در رشته‌کوه آلپ فرانسه که در نزدیکی شامونی واقع شده است. ارتفاع این کوه، ۳۷۵۰ متر است. اگوی در زبان فرانسه به معنای سوزن است.